# 焼締め

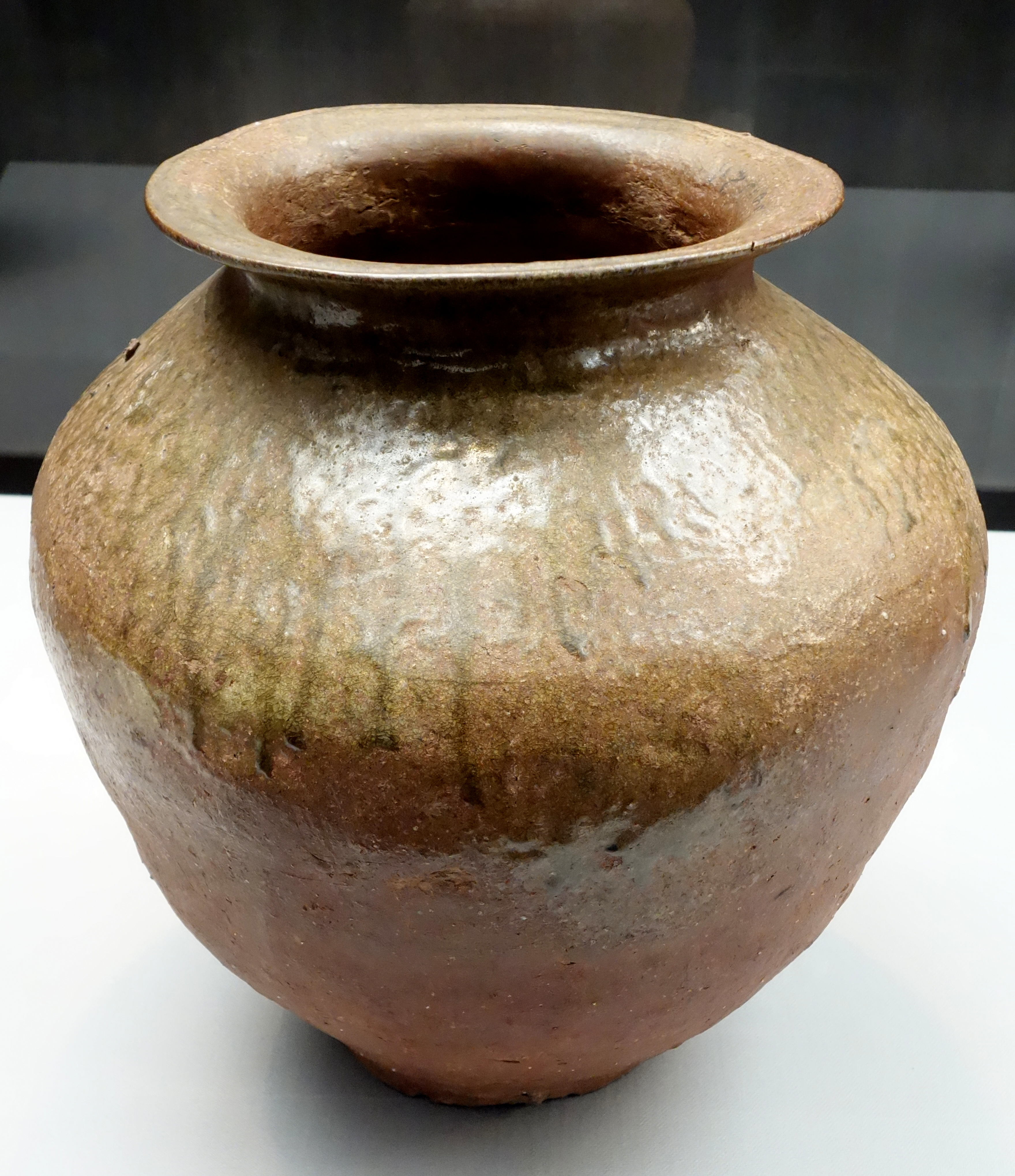
自然釉の常滑焼

焼締め（やきしめ）は正式には締焼きといい、釉薬をかけず高温で焼成した陶器のことである。「やきじめ」とも発音する。

## 概要
日本の炻器（せっき）は古墳時代の須恵器を源に発展した焼締め技術である。一般に陶器はその素地（そじ）に吸水性があり、日常生活では用途が限定されるために釉薬をかけることが多い。焼締めは粘土以外に素地に含まれる長石が高温で焼かれることで液状化し、素地に食い込むことで釉薬としての役割を果たし水止めとなる。また、還元焼成させると酸化焼成させるよりもよく焼き締まる。焼締めも広義では陶器の一つであるが、硬質で吸水性が少ないため施釉はしないのが特徴で、古くから急須、茶碗、壷、甕、瓶、土管等に用いられてきた。釉薬を使用しないことから、素地は土そのものの特長を生かした素朴で味わい深い出来上がりとなる。
乾燥させた素地に釉薬をかけずに高温（1100℃～1300℃）で焼成する。窯は本来、登り窯や穴窯を使用し、薪や藁を燃料とする。焼成窯の大きさにより焼成時間は違いがあるが大きな窯では2週間にも及ぶことがある。窯の中で器物の一部に降灰したものが長時間の高温により溶けてガラス質に変化し釉薬代わりとなる。これを自然釉（灰釉）といい、焼締めの大きな特徴の一つである。
素地は多孔質であり、備前などの水瓶などのように水が腐敗しにくいと言われたり、ビアカップにビールを注ぐと細かい泡が発生して口当たりがよくなると言われている。また食器としては、土の組成にもよるが一般的には荒く使いにくい器がある。使用前には、充分に水に浸して置くと雰囲気が変わり焼締めの持つ美しさがより奥深いものになる。
また施釉陶器では工程上釉薬を掛ける前に素焼焼成（800℃～900℃）するが、それを焼締めと呼ぶのは間違いである。
最近では、電気窯で素地をサヤに入れ、炭やおが屑、籾殻等を入れて還元焼成をし焼き締める方法が陶芸教室などで用いられている。

## 自然釉
施釉した釉薬とは異なり、自然釉は器物が置かれた窯の中の位置、火の流れ、その時の天候、燃料となる薪の種類などによって付着の仕方が大きく異なり、同じ窯で焼いた物でも個々の作品は多種多様な姿となる。色彩は窯の種類や大きさ、焼成方法の条件によって変わり、深い緑色や瑠璃色、真っ黒など様々である。
比較的厚く降灰した箇所には自然釉に貫入が入り、作品の表情を多様に変化させる。
焼締めは釉薬によって色付けや模様を付けることができない為、作者は材料である土の産地を変えたり、複数の種類の土を混ぜたりすることで作品の色合いを変えるように工夫している。しかしながら前述のように自然釉の付着は偶然発生するものであるから、作者と言えどその結果は予測できないことが多い。

## 産地
主な焼締めは備前焼・伊賀焼・信楽焼・丹波焼・常滑焼などが有名であるほか、日本各地で行われている。また海外製の南蛮焼などもこの製法で作られている。